# Karina Lorentzen
Karina Lorentzen Dehnhardt (nascida a 26 de outubro de 1973, em Kolding) é uma política dinamarquesa, membro do Folketing pelo Partido Popular Socialista. Ela foi eleita para o parlamento nas eleições legislativas dinamarquesas de 2019, e já havia sido anteriormente membro do parlamento entre 2007 e 2015.

## Carreira política
Lorentzen concorreu pela primeira vez ao parlamento nas eleições legislativas dinamarquesas de 2007, nas quais foi eleita para o parlamento com 1251 votos. Ela foi reeleita em 2011 com 4877 votos. Depois, não conseguiu eleger-se em 2015, mas elegeu-se novamente nas eleições de 2019, recebendo 4698 votos.